# Петров, Макар Степанович
Мака́р Степа́нович Петро́в (29 января 1916, Нижняя Пузинерь, Лебяжская волость, Уржумский уезд, Вятская губерния, Российская империя — 28 ноября 1995, Мочалище, Звениговский район, Марий Эл, Россия) — советский педагог. Директор Кузнецовской средней школы Медведевского района (1949―1954), Мочалищенской средней школы Звениговского района Марийской АССР (1954—1976). Заслуженный учитель школы РСФСР (1960). Участник Великой Отечественной войны. Член ВКП(б) с 1940 года.

## Биография
Родился 29 января 1916 года в дер. Нижняя Пузинерь ныне Лебяжского района Кировской области в бедной крестьянской семье.
В 1935 году окончил Яранский педагогический техникум, в 1938 году — Кировский учительский институт (заочно).
В сентябре 1939 года призван в РККА из с. Салобеляк Яранского района Кировской области. В 1940 году вступил в ВКП(б). Участник Великой Отечественной войны: политрук стрелковой роты, комиссар батареи, командир огневого взвода батареи 76-мм пушек гвардейского артиллерийского полка на 3-м Белорусском фронте, гвардии старший лейтенант. Был тяжело ранен. В декабре 1945 года демобилизовался из армии. Награждён орденами Отечественной войны II и I степени, Красной Звезды и медалями.
В 1949 году заочно окончил Марийский педагогический институт имени Н. К. Крупской. С того же года — директор Кузнецовской средней школы Медведевского района Марийской АССР. В 1954—1976 годах был директором Мочалищенской средней школы Звениговского района МАССР. Под его руководством в этой школе всегда были высокая успеваемость учащихся, эффективное внутришкольное руководство, передовые места среди школьных лесничеств и туристических команд.
За заслуги в области народного образования в 1960 году ему было присвоено почётное звание «Заслуженный учитель школы РСФСР». Также он награждён орденом Трудового Красного Знамени.
Скончался 28 ноября 1995 года в п. Мочалище Звениговского района Марий Эл.

## Звания и награды
- Заслуженный учитель школы РСФСР (1960)[1][3]
- Орден Трудового Красного Знамени (1971)[1][3]
- Орден Отечественной войны I степени (06.04.1985)
- Орден Отечественной войны II степени (28.02.1945)
- Орден Красной Звезды (06.04.1945)
- Медаль «За взятие Кёнигсберга»
- Медаль «За взятие Берлина»
- Медаль «За победу над Германией в Великой Отечественной войне 1941—1945 гг.» (09.05.1945)
- Медаль «За доблестный труд. В ознаменование 100-летия со дня рождения Владимира Ильича Ленина»[1][3]